# بریتیش استیل
بریتیش استیل (انگلیسی: British Steel) شرکت فولاد بریتانیایی است، که در سال ۱۹۶۷ تأسیس شد.